# Римар Ігор Миколайович
Ігор Миколайович Римар (16 квітня 1987, с. Трибухівці Бучацького району Тернопільської області — 27 січня 2015, м. Київ) — український військовик, старший солдат 80-ї окремої аеромобільної бригади, учасник російсько-української війни. Один із «кіборгів».

## Життєпис
Народився 16 квітня 1987 року в с. Трибухівці Бучацького району Тернопільської області. Виріс без батька, виховували хлопця мама та бабуся. Проживав у с. Ріпинці Бучацького району.
Із початком війни Ігор відмовився від своїх заробітків у Росії. 9 листопада 2014 року був призваний за мобілізацією. Отримав тяжкі поранення 9 січня під час атаки російських бойовиків на новий термінал аеропорту Донецька. У бою від розриву міни Ігорю відірвало руку, розтрощило щелепу і гортань. Через обстріли йому довелось чекати близько семи годин, протягом яких йому рятував життя молодший сержант Ігор Зінич, перш ніж побратими змогли вивезти пораненого з аеропорту до шпиталю, спочатку в Артемівськ, а потім — до Харківського військового госпіталю. Будучи беззбройними, під прицілом терористів, Ігоря 1,5 км виносили Петро Полицяк з побратимом Іваном. Більше двох тижнів воїн боровся за життя, переніс чотири операції.
Помер 27 січня 2015 у Київському військовому клінічному центрі.

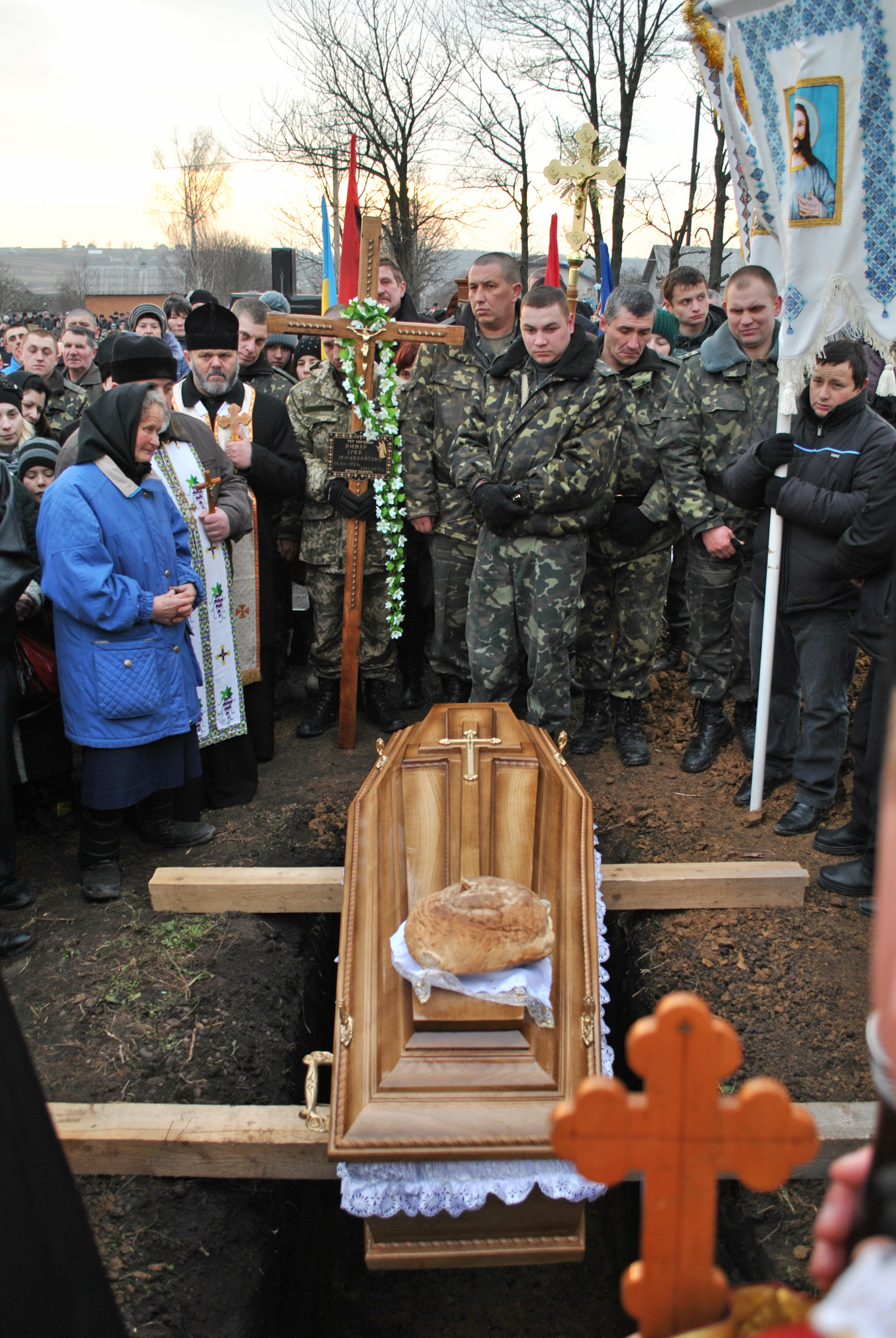
Поховання Ігоря Римара

Похоронна процесія почалася в с. Ріпинці, поховали Героя на цвинтарі у східній частині с. Трибухівці.
Залишилися мати і дружина Леся, з якою прожив тільки 2 роки і 4 місяці. Більше 200 тисяч зібраних коштів на лікування Ігоря дружина після похорону передала для поранених хлопців.

## Нагороди та вшанування
- Указом Президента України № 282/2015 від 23 травня 2015 року, «за особисту мужність і високий професіоналізм, виявлені у захисті державного суверенітету та територіальної цілісності України, вірність військовій присязі», нагороджений орденом «За мужність» III ступеня (посмертно)[1].
- почесний громадянин Тернопільської області (26 серпня 2022, посмертно)[2];
- Нагороджений нагрудним знаком «За оборону Донецького аеропорту» (посмертно).
- Нагороджений пам'ятною медаллю «122-й окремий аеромобільний батальон» (посмертно).
- Нагороджений відзнакою голови Тернопільської обласної державної адміністрації «За службу Україні» (посмертно)[3]
- Вшановується в меморіальному комплексі «Зала пам'яті», в щоденному ранковому церемоніалі 27 січня[4][5].